# Edens
Edens (officieel, Fries: Iens) is een terpdorp in de gemeente Súdwest-Fryslân, in de Nederlandse provincie Friesland. Edens ligt tussen Wommels en Oosterlittens in de Greidhoek. Langs het dorp lopen de Bolswardertrekvaart en de Spannumer Opvaart, met een aftakking naar Edens, de Edenser Opvaart.
In 2023 telde Edens 50 inwoners. Het dorp werkt op veel vlakken samen met Spannum, er is een gezamenlijke dorpsvereniging en een gezamenlijk dorpsfeest. In 1991 werd de officiële naam gewijzigd in het Friestalige Iens. De naam Edens is niet meer te vinden op borden.

## Dorpsbeeld
Het dorp ligt te midden van agrarische bedrijven. Binnen de bebouwde kom zijn twee boerderijen gevestigd. Het merendeel van de bewoners van Edens vindt hun werk buiten het dorp.

## Geschiedenis
In de 13e eeuw werd het dorp vermeld als Ederinghe, in 1482 als Edens, in 1505 als Eedens, in 1529 als Yedens en eind 16e eeuw als Eens. De plaatsnaam zou afgeleid zijn van de persoonsnaam Ede'
Edens lag op een afgelegen terp, waardoor groei lang uitbleef. In de 17e en 18e eeuw raakten ook de omliggende landerijen bewoond met enige boerderijen. Hiervoor werd op de terp een rijtje arbeiderswoningen gebouwd.
Voor de gemeentelijke herindeling van 1984 maakte Edens deel uit van de voormalige gemeente Hennaarderadeel. Daarna lag het dorp in de  gemeente Littenseradeel. Per 2018 werd die gemeente opgeheven en werd lag Edens in de gemeente Súdwest-Fryslân. Bij deze gemeentelijke verandering in 2018 is een deel van de Laekwerterwei in Spannum toevoegd aan het dorp Edens. 

## Kerk
De Kerk van Edens stamt voor een deel uit de 13e eeuw. In de kerk bevinden zich grafzerken uit de 16e eeuw. Er stond in de Middeleeuwen een stins (verdedigbaar stenen huis) die bewoond werd door de familie Van Burmania. In de kerk hangt nog een rouwbord met het wapen van deze familie.

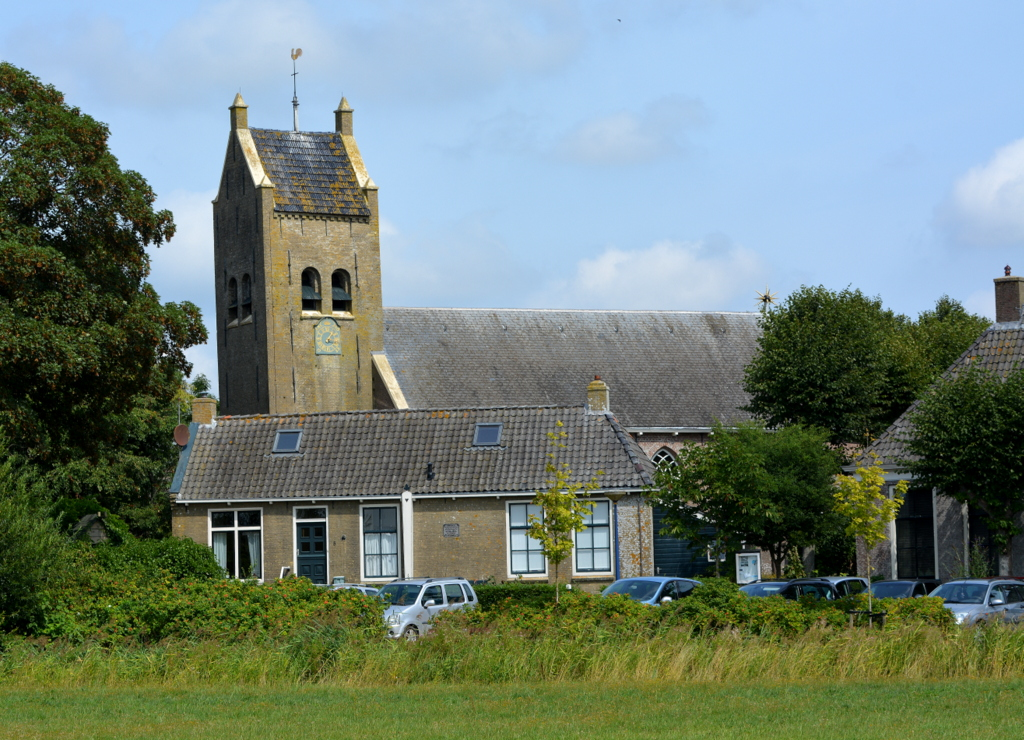
Kerk van Edens

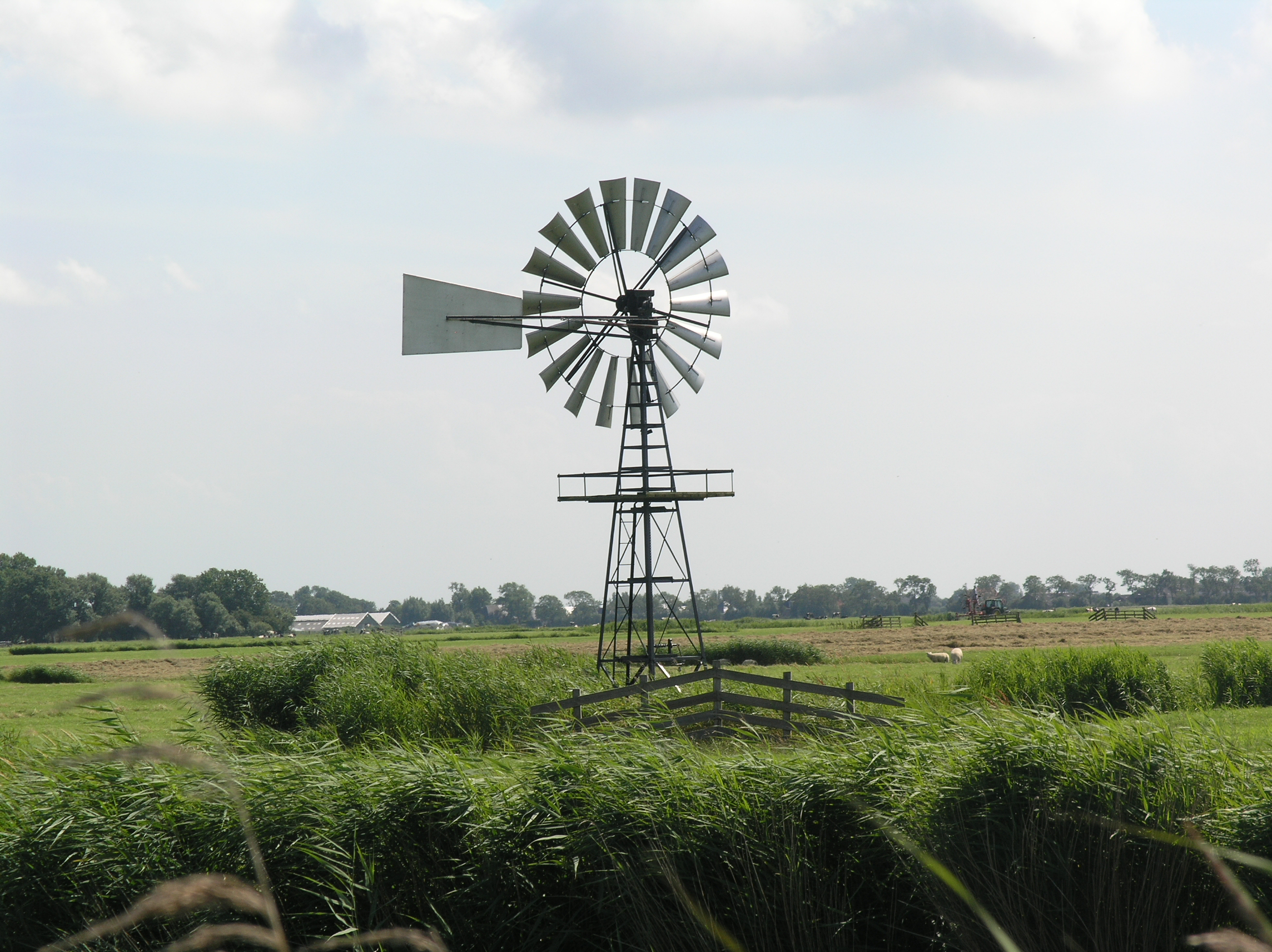
Windmotor Edens

## Molens
Bij het dorp staat de Edensermolen, een kleine poldermolen uit 1847 die bij grote wateroverlast als hulpgemaal dienstdoet. Ten zuidwesten van Edens staat aan de overzijde van de Bolswardertrekvaart een rond 1925 gebouwde Amerikaanse windmotor.

## Geboren in Edens
- Wierd Wijnia (1925-1998), schaatser